# محكمة الأحداث
محكمة الأحداث هي محكمة مختصة في النظر في قضايا الأحداث القاصرين الذين هم دون سن الثامنة عشرة، بحيث لهم محاكم تصدر أحكاما بحق المخالفين منهم. 
وتتخذ محكمة الأحداث التدابير المناسبة والملائمة مع وضع الحدث وظروفه الخاصة ومع طبيعة جرمه، وتكون هذه التدابير هادفة إلى إصلاحه وإعادة دمجه في المجتمع.
ويتكون قضاء الأحداث من:
- محكمة جنح الأحداث: يتولاها قاض ينظر في المخالفات والجنح وفي حماية الأطفال المعرضين للخطر.
- محكمة جنايات الأحداث : وهي غرفة ابتدائية تتكون من رئيس وعضوين وتنظر في القضايا الجنائية المعروضة على محكمة الأحداث.